# Laride Gavotte
Die Laridé Gavotte (auch Laridé Pontivyen) ist ein bretonischer Reihen- oder Kreistanz mit 8 Schritten aus der Gegend um Pontivy. Sie gehört zur Familie der Laridé und ist einer der schnellsten Tänze in der Bretagne.
Die Laridé Gavotte scheint eine Mischung aus Laridée und einer Gavotte zu sein. Durch die hohe Geschwindigkeit, sind die Bewegungen letztlich sehr klein. Die Bewegung nach links in der Kette betragen nur wenige Zentimeter. Die Armbewegung ist ebenfalls nur gering, ca. 20–30 cm und die Tänzer brauchen mehr Spannung als bei anderen Tänzen.

## Ausgangsposition
Die Tänzer stehen in einem Kreis, Seite an Seite und fassen sich den Fingern durch. Heutzutage fassen sich die Tänzer am kleinen Finger durch, traditionell wurden auch Mittel- oder Zeigefinger verwendet.

## Grundschritt
Der Tanz besteht aus 8 Schlägen:
1. Linker Fuß nach links
2. Rechter Fuß ran, leicht gesprungen, so als ob der rechte Fuß den linken verdrängen würde; Arme an Körperseite
3. Linker Fuß nach links
  1. Rechter Fuß ran
4. Linker Fuß wird an gleicher Stelle gesetzt
5. Rechter Fuß wird an gleicher Stelle gesetzt
  1. Rechter Fuß gibt kleinen Impuls nach oben (leichter Sprung) und landet wieder auf den rechten Fuß
6. Linker Fuß wird an gleicher Stelle gesetzt
7. Rechter Fuß wird an gleicher Stelle gesetzt
8. Linker Fuß macht eine Wipp-Figur (Impuls nach oben und zurück auf Höhe des rechten Knöchels)

## Stil
Wichtig ist die Harmonie in dem gesamten Kreis. Durch die hohe Geschwindigkeit müssen die Tänzer ihre Bewegungen klein halten und mit Energie durchführen.

## Videos
- Tristan Glouguen: Concours de laridé-gavotte à Pontivy auf YouTube, 29. April 2014, abgerufen am 2. Februar 2025 (französisch).